# Registro Eredità Immateriali della Sicilia
Il Registro delle Eredità Immateriali della Sicilia (R.E.I.S.) è il catalogo delle espressioni della cultura immateriale della Sicilia, che la Regione Siciliana ha inserito in un apposito elenco, per sottolineare l'importanza che esse hanno per la cultura e tradizione siciliana. Le eredità immateriali rappresentano antiche tradizioni, ma anche soggetti viventi, che spesso non hanno sempre una codificazione "scritta" ma sono tramandate anche oralmente nel corso delle generazioni.

## Definizione
Istituito come "Registro delle Eredità Immateriali" (REI) il 26 luglio 2005 dall'assessorato beni culturali della Regione con il D.A. n. 77, secondo la Convenzione per la Salvaguardia del Patrimonio Culturale Immateriale, approvata dall'UNESCO il 17 ottobre 2003.
Il registro inizialmente era composto da quattro Libri, ciascuno dei quali raccoglie una particolare Eredità Immateriale:
- Saperi: tecniche di produzione, materie prime impiegate, processi produttivi
- Celebrazioni: i riti, le feste, le manifestazioni popolari
- Espressioni: tradizioni orali, mezzi espressivi, incluso il linguaggio, e performance artistiche
- Tesori Umani Viventi: persone, collettività e gruppi individuati come unici detentori di particolari conoscenze e abilità

Nel 2010 è stata istituita un'apposita Commissione Eredità Immateriali della Sicilia. Nel 2014 è stato aggiornato il registro, secondo le ultime direttive UNESCO, con il D.A. 571, istitutivo del nuovo "Registro delle Eredità Immateriali della Regione Siciliana" (R.E.I.S.).  ed ora è composto dai seguenti sei libri:
- delle Celebrazioni, delle Feste e delle Pratiche Rituali
- dei Mestieri, dei Saperi e delle Tecniche
- dei Dialetti, delle Parlate e dei Gerghi
- delle Pratiche Espressive e dei Repertori Orali
- Tesori Umani Viventi
- Spazi simbolici

In virtù dell'esperienza acquisita e nell'intenzione di rendere ancora più efficace lo strumento normativo, aggiornandolo peraltro alle ultime direttive emanate dall'UNESCO, si è provveduto alla rivisitazione dello stesso, emanando il D.A. 571 del 5 marzo 2014, istitutivo del nuovo "Registro delle Eredità Immateriali della Regione Siciliana" (R.E.I.S.). 
A oggi l'attività di istruzione e catalogazione ha portato all'iscrizione di 201 elementi di eredità immateriali.